# 1990—1991年南太平洋气旋季
1990－1991年南太平洋气旋季是有纪录以来活跃程度最低的南太平洋气旋季之一，赤道以南、东经160°以东的南太平洋盆地内只形成3个热带气旋。气旋季于1990年11月1日正式开始，次年4月30日结束，传统上这样的日期界定了绝大多数热带气旋在南太平洋形成的时间段。全季第一个热带扰动于1990年11月23日形成，最后一个则在1991年5月19日消散。整个南太平洋范围内没有任何人因热带扰动丧生，但气旋乔伊登陆澳大利亚期间夺走了6人的生命。气旋西纳对斐济和汤加造成价值至少1850万美元（1991年美元）的破坏，是全季唯一一场在南太平洋盆地造成破坏的热带气旋。由于气旋乔伊和西纳产生的影响，两个名称也因此退役，今后永远都不会再在南太平洋热带气旋命名时采用。
气旋季期间，位于楠迪的斐济气象局热带气旋警报中心和惠灵顿的新西兰气象服务有限公司热带气旋警报中心负责监控行经或在南太平洋形成的热带气旋，两机构也是南太平洋的区域专责气象中心。澳大利亚气象局会对进入东经160°以西（澳大利亚海域）的热带气旋进行监控。美国联合台风警报中心和海军西部海洋学中心都会针对南太平洋的热带气旋发布警报，但两机构的警报不具备正式地位。联合台风警报中心会针东经160°至国际日期变更线之间的热带气旋发布警报，海军西部海洋学中心则会对国际日期变更线以东，南、北美洲以西的热带气旋发布警报。联合台风警报中心和海军西部海洋学中心为热带气旋编号时都会在数字后面加上后缀字母，数字从1开始，按整个南半球范围内热带气旋的形成时间先后排序。斐济气象局和新西兰气象服务有限公司热带气旋警报中心都采用澳大利亚热带气旋强度分级，以10分钟持续风速衡量热带气旋强度，联合台风警报中心和海军西部海洋学中心则采用1分钟持续风速和萨菲尔-辛普森飓风等级。

## 季节概述
与往年相比，1990－1991年南太平洋气旋季期间南太平洋辐合区的强度较弱，而且位置也更加偏北；同时马登－朱利安振荡也偏弱，并且不及之前的气旋季时规则。这些因素共同影响，使东经160°到西经120°之间的南太平洋盆地在本气旋季一共只形成3个热带气旋，是有纪录以来活跃程度最低的南太平洋气旋季之一。气象机构于11月20日发现本季第一个热带天气系统，当时系统还是弱低气压，增强成热带气旋后获名“西纳”（Sina）。风暴达到的最高强度在澳大利亚热带气旋强度分级中属三级强烈热带气旋，先后对斐济、汤加、纽埃和库克群岛构成影响，共计造成价值超过1850万美元的损失，最终于12月4日被南纬50°附近的低压槽吸收而失去踪影。12月15日，所罗门群岛附近洋面发展出热带低气压。系统接下来两天向西移动，于12月17日进入澳大利亚海域。12月19日，系统获名“乔伊”（Joy），之后于12月26日登陆昆士兰州。
接下来的两个月里，南太平洋盆地风平浪静，直到1991年3月才有另外3个热带低气压出现，其中第十五和第十六号热带低气压在珊瑚海和澳大利亚海域形成，虽然没能发展到热带气旋强度，但澳大利亚气象局还是发布了烈风警告。联合台风警报中心于3月3日首次发现所罗门群岛以东约900公里洋面存在热带低气压，因此以十五来为其编号，接下来几天里，系统向西南方向移动，之后离开南太平洋盆地。3月14日，联合台风警报中心在所罗门群岛霍尼亚拉东南方向约300公里海域发现一股热带低气压。接下来几天里系统向东南方向移动，于3月18月进入南太平洋盆地后经联合台风警报中心编号为十六并开始发布公告。系统之后几天向东南偏南移动，之后转向西南，于3月20日从新喀里多尼亞上空经过，再于次日离开南太平洋盆地后失去踪影。丽莎是本季最后一个热带气旋，于5月11日以风力时速110公里强度进入南太平洋。风暴之后几天向副热带高速气流前进，快速减弱成热带低气压后从阿图岛上空经过，在此期间没有造成严重破坏。12月14至17日，汤加受到烈风强度热带气旋影响，但系统强度很弱。气旋季结束后，“西纳”和“乔伊”两个名称予以退役，今后都不会再在南太平洋热带气旋命名时采用。

## 风暴

### 强烈热带气旋西纳
11月20日，瓦利斯岛以西的南太平洋辐合区发展出弱热带低气压，斐济气象局驻楠迪热带气旋警报中心开始对之进行监控。接下来3天里，系统向西北偏西方向的罗图马移动，联合台风警报中心于11月24日将之归类为热带低气压，编号第三号热带气旋。斐济气象局驻楠迪热带气旋警报中心宣布，系统在罗图马西北方向约425公里洋面达到澳大利亚热带气旋强度分级下的一级热带气旋强度，并将之命名为“西纳”（Sina）。次日气旋总体向西南偏西方向前进，并继续强化至发展出风眼，但前进方向很不稳定，形成小规模环形路径。这天的卫星图像显示，西纳的风眼变得非常清晰，气旋增强的同时，也因受上层转向气流影响而朝东南方向和斐济移动，并且走向很不稳定。当晚，斐济气象局驻楠迪热带气旋警报中心宣布风暴达到10分钟持续风速每小时140公里的最高强度，属三级强烈热带气旋标准。
次日清晨，联合台风警报中心宣布西纳达到1分钟持续风力时速140公里的最高强度，相当于萨菲尔-辛普森飓风等级下的四级飓风。气旋在这天接下来的大部分时间里都保持在最高强度，然后在从维提岛以南约40公里洋面经过时开始逐渐减弱，于11月28从瓦图莱莱岛、莫阿拉群岛和南部拉乌群岛上空经过。11月29日清晨，风暴减弱成澳大利亚热带气旋强度分级下的二级热带气旋，然后从汤加的汤加塔布岛北部经过。系统这天向东面的南库克群岛逼近，并在此期间进一步减弱。次日清晨，气旋从纽埃以南约160公里海域经过，然后再于当晚大幅回转向东南偏南逼近南库克群岛。受强烈的垂直风切变和海面温度降低的共同影响，西纳迅速减弱并转变成温带气旋。此后几天里，西纳的温带残留保持向东南方向前进，于12月4日被南纬50°附近的低压槽吸收。
西纳没有造成人员丧生，但在斐济、汤加、纽埃和南库克群岛导致了价值超过1850万美元的破坏。风暴来袭前，数百名度假游客从斐济外围岛屿上的度假村转移到大陆的酒店。楠迪国际机场和多个地方机场因狂风暴雨被迫关闭。西纳经过该群岛期间导致部分房屋及其他建筑物受损或被毁，还将树木连根拔起，供电和电话线路因此中断。瓦努阿岛上有一座铁路桥被冲毁，这座桥本是将甘蔗送往兰巴萨制糖厂的必经之路，种植者们别无选择，只能从某村庄借路通过。但是，当地卫理公会教会对这些种植者在周日工作不满，甚至一度以没有遵守星期日法令为由攻击种植者，因此许多工人拒绝在没有得到警察保护的情况下冒然进入村庄。汤加受到的影响较小，只有树木、香蕉种植园，以及强度较差的建筑物受到轻度破坏，此外输电和电话线路也受到影响。纽埃和南库克群岛只有部分农作物和建筑物受到轻微损伤。

### 热带气旋丽莎
5月11日，斐济气象局驻楠迪热带气旋警报中心宣布，气旋丽莎以10分钟持续风速每小时110公里的二级热带气旋强度从澳大利亚海域进入南太平洋。接下来两天里，丽莎向东南偏南方向的副热带高速气流前进，并受其影响逐渐减弱，气旋在瓦努阿图的塔纳岛和阿纳托姆岛之间经过时已不具备热带气旋特征，联合台风警报中心因此发布了针对系统的最后一份公告。5月14日，丽莎的残留因中纬度上层低压槽的影响而开始深化，达到风力时速100公里的第二波最高强度。接下来几天里系统继续向东南方向移动并缓慢减弱，最终在新西兰惠灵顿以东约2600公里洋面逐渐消散。没有任何报道表明巴布亚新几内亚、瓦努阿图和所罗门群岛因丽莎而遭受显著破坏。

### 其它天气系统
受西北太平洋形成台风鲁斯的影响，所罗门群岛霍尼亚拉东南方向约500公里海域于12月15日发展出热带低气压。系统接下来两天向西移动，于12月17日进入澳大利亚海域，之后得名“乔伊”（Joy）。12月14至17日，汤加受到弱烈风强度的热带气旋影响。3月，珊瑚海和澳大利亚海域形成了包括15和16在内的3个热带低气压，虽然没能发展到热带气旋强度，但澳大利亚气象局还是发布了烈风警告。联合台风警报中心于3月3日首次发现所罗门群岛以东约900公里洋面存在热带低气压，因此以十五P来为其编号，接下来几天里，系统向西南方向移动，之后离开南太平洋盆地。3月14日，联合台风警报中心在所罗门群岛霍尼亚拉东南方向约300公里海域发现一股热带低气压。接下来几天里系统向东南方向移动，于3月18月进入南太平洋盆地后经联合台风警报中心编号为十六并开始发布公告。系统之后几天向东南偏南移动，之后转向西南，于3月20日从新喀里多尼亚上空经过，再在次日离开南太平洋盆地返回澳大利亚海域。

## 季节影响
以下表格中列出了1990－1991年南太平洋气旋季期间在赤道以南、东经160°以东的南太平洋形成的所有热带气旋信息，其中包括强度、存在周期、名称、影响区域、损失数额和死亡人数。如无特别说明，所有数据均来自该海域的两家热带气旋警报中心。
| 風暴名稱    | 持續日期          | 最高強度         | 持續風速      | 氣壓                            | 影響地區                   | 損失 （美元） | 死亡人數 | 來源          |
| ----------- | ----------------- | ---------------- | ------------- | ------------------------------- | -------------------------- | ------------- | -------- | ------------- |
| 西纳        | 11月23日至12月4日 | 三级强烈热带气旋 | 每小时140公里 | 960毫巴（百帕，28.35英寸汞柱）  | 斐济、纽埃、汤加、库克群岛 | $1850萬       | 无       | [ 1 ]         |
| 无名        | 12月14至17日      | 一级热带气旋     | 不详          | 不详                            | 汤加                       | 无            | 无       | [ 2 ]         |
| 乔伊        | 12月15至17日      | 热带低气压       | 每小时55公里  | 998毫巴（百帕，29.47英寸汞柱）  | 所罗门群岛                 | 无            | 无       | [ 1 ]         |
| 十六P       | 3月15至21日       | 热带低气压       | 每小时65公里  | 1000毫巴（百帕，29.53英寸汞柱） | 新喀里多尼亚               | 无            | 无       | [ 7 ]         |
| 丽莎        | 5月11至19日       | 二级热带气旋     | 每小时110公里 | 975毫巴（百帕，28.79英寸汞柱）  | 所罗门群岛、瓦努阿图       | 无            | 无       | [ 19 ] [ 21 ] |
| 季節總結    |                   |                  |               |                                 |                            |               |          |               |
| 5个天气系统 | 11月23日至5月19日 |                  | 每小时140公里 | 960毫巴（28.35英寸汞柱）        |                            | $1850萬       | 无       |               |